# Pareiorhaphis pumila
Pareiorhaphis pumila — вид сомоподібних риб родини лорікарієвих. Описаний у 2022 році.

## Назва
Назва виду Pareiorhaphis pumila походить від латинського pumilus, що означає «карликовий», у зв'язку з невеликим розміром, характерним для цього виду.

## Розповсюдження
Ендемік Бразилії. Поширений у басейні річки Уругвай на північному заході штату Ріо-Гранде-ду-Сул.

## Опис
Сом із невеликим тілом, максимальна стандартна довжина якого ледь досягає 50 мм. Серед інших представників роду вирізняється зменшеною кількістю розгалужених променів анального плавця, наявністю добре розвиненого дорсально-тонкого шпинка, порівняно меншою кількістю пластинок у серединних бічних рядах і малою кількістю зубів у кожному зубному ряду.